# Loris Karius
Loris Sven Karius (født 22. juni 1993 i Biberach an der Riß, Tyskland) er en tysk fodboldspiller (målmand). Han er pt. uden en klub. 

## Klubkarriere
Efter en ungdomskarriere hos blandt andet VfB Stuttgart og Manchester City startede Karius på seniorplan hos Mainz 05 i Bundesligaen, hvor han blev en del seniortruppen i 2011. Han debuterede for klubbens førstehold 1. december 2012 i et Bundesliga-opgør mod Hannover 96.
Karius blev i sommeren 2016 solgt til Liverpool i Englands Premier League for en pris på knap 5 millioner britiske pund. Hos Liverpool kæmpede han i sine første år med belgiske Simon Mignolet om pladsen som førstemålmand.
I foråret 2018 var Karius med til at sikre Liverpool en plads i Champions League finalen efter sejre over blandt andet Manchester City og AS Roma. I finalen mod Real Madrid fra Spanien lavede Karius to alvorlige fejl, der var medvirkende til at Liverpool tabte kampen med 1-3.

## Landshold
Karius har gennem sine ungdomsår optrådt for de fleste tyske ungdomslandshold. Han spillede blandt andet én kamp for landets U/21-landshold i 2014.